# Hans Leb
Hans Leb (* 7. Februar 1909 in Knappenberg (Gemeinde Hüttenberg), Kärnten; † 19. September 1961 in Villach) war ein Kärntner Architekt, der besonders als Lyriker hervortrat, aber auch als Prosaschriftsteller, Maler und Grafiker künstlerisch Bedeutendes leistete.

## Leben und Schaffen
Nach der Schulzeit in Villach, wo Leb die damalige „Bundesgewerbeschule“, heute die Höhere technische Bundes-Lehr- und Versuchsanstalt, besuchte, folgte 1928 ein Architekturstudium bei Clemens Holzmeister an der Wiener Kunstakademie, der jetzigen Universität für angewandte Kunst, das er 1930–1937 als Gasthörer bei Peter Behrens, Josef Hoffmann, Herbert Boeckl und Anton Kolig erweiterte.
1936 erschien in Berlin sein erster Lyrikband Die Anrufung, für den er mit dem Julius-Reich-Preis für junge Maler und Schriftsteller ausgezeichnet wurde und der Hans Leb in der deutschen Literaturszene mit einem Schlage bekannt machte, so dass der schmale Band eine Gesamtauflage von 12.000 Exemplaren erreichte. Als vielversprechenden Lyriker entdeckt hatten ihn der Literaturhistoriker und Karl-Kraus-Biograf Leopold Liegler (1882–1949) und der Dramaturg am Burgtheater Erhard Buschbeck. Der enge Kontakt mit Josef Weinheber schon aus jener Zeit, der Leb wie etwa auch Christine Busta und Franz Tumler persönlich förderte, blieb durch dessen künstlerischen Einfluss in Lebs Schaffen noch lange Zeit spürbar, denn alle drei bezogen durch Weinheber einen wesentlichen Impuls für ihren jeweiligen charakteristischen Schaffensweg. Neben den engen Kontakt mit dem antisemitisch und nationalsozialistisch gesinnten Weinheber publizierte Leb häufig in der nationalsozialistisch orientierten und offen antisemitischen Zeitschrift „Der getreue Eckart“. Wenige Wochen nach dem „Anschluss“ veröffentlichte der „Völkische Beobachter“ das „Anschluss“-Gedicht „Die Fahne“ von Hans Leb.
Als Ehemann und mit zwei Kindern kehrte Leb 1940 in seine Kärntner Heimat zurück, wohnte zunächst im kleinen Föderlach in der Gemeinde Wernberg bei Villach, dann in Zauchen, einem Dorf, das heute einen Stadtteil von Villach bildet. Ansonsten verlief es für den Schriftsteller Leb während der Zeit des Nationalsozialismus beruflich nicht zum Besten. Die politische Beurteilung durch die NSDAP-Gauleitung Kärnten liest sich folgendermaßen: „Leb gibt sich als verdienter Vorkämpfer des nationalsozialistischen Gedanken aus. Derselbe ist jedoch weder Vorkämpfer, noch kann sich irgendjemand erinnern, daß Leb in der Verbotszeit schriftstellerisch für uns tätig gewesen wäre. Sonst verhielt er sich einwandfrei, Systemanhänger war er nicht.“ Hochrangige Nationalsozialisten echauffierten sich über Lebs mangelnden Respekt ihrer Position gegenüber. Dennoch erhielt er 1943 den Förderungspreises für Dichtung der Stadt Wien. Leb arbeitete als freischaffender Architekt, plante, nahm teil an Architekturwettbewerben und schrieb, malte, zeichnete. Zahlreiche Gedichte fanden ihren Weg in deutsche Zeitungen, doch erst nach Kriegsende erschienen die drei nächsten Gedichtbände im Jahresabstand. Auch auf malerisch-graphischem Gebiet entwickelte er sich weiter, und Anerkennung folgte in Form seiner 1952 akzeptierten Mitgliedschaft in der Wiener Secession und durch öffentliche Galerien, darunter die Albertina in Wien.
1955 erhielt Leb für sein Hörspiel Der Tag Ypsilon den Charlie Chaplin International Award. Er publizierte in verschiedenen angesehenen Zeitungen – dem Schweizer Bund in Bern, der damals noch „Deutschen“ Tagespost, der Zeit, der Frankfurter Allgemeinen Zeitung, den Salzburger Nachrichten –, doch bis zur nächsten Veröffentlichung eines Lyrikbandes vergingen weitere sechs Jahre: Ich binde das Reis, Villach 1961, trug daher auch den Untertitel Gedichte aus zehn Jahren. In dieser Zeit hatte Leb auch seine zweite Frau geehlicht und waren ihm drei weitere Kinder geboren worden. 1961 war aber auch das Geburtsjahr des Bogens, einer einzigartigen Sammlung von „Dokumenten neuer Dichtung“, die mit dem Wort „Zeitschrift“ nur höchst unzulänglich beschrieben werden kann. In Mappen bibliophiler Ausstattung, die der Grafikkünstler Leb einschließlich der Typographie selbst gestaltete, sind Texte von ihm selbst und von einigen Zeitgenossen vereint, „Lyrik zum Mitnehmen – Lyrik in handlichen Mappen“. Das Echo im In- und Ausland war beachtlich, und Heimito von Doderer zollte Leb dafür größte Anerkennung: „Den Bogen werde ich jedem Kunstfreund nachdrücklich empfehlen.“ Im selben Jahr starb Hans Leb an den Folgen eines ungeklärten Verkehrsunfalls. Sein Grab liegt auf dem Ortsfriedhof von Zauchen.
Von den etwa 1300 Gedichten, die Hans Leb schuf, sind etwa 400 je veröffentlicht worden, von seinen ca. 200 Prosatexten nur 12. Sein Nachlass, der sich zum Teil im Literaturhaus Wien der „IG Autorinnen Autoren“, zum Teil in der Österreichischen Nationalbibliothek befand und mit Erbenbeschluss von 2006 nun in der Nationalbibliothek zusammengeführt worden ist, umfasst auch etwa 300 Grafiken und Bilder auf verschiedenen Materialien in Mischtechnik mit Ölkreide, Lack, Kohle, Wasserfarben.

## Gedenken
1978 wurde in Zauchen ein Weg nach Leb, der dort zeitweilig gelebt hatte, benannt. Regelmäßig finden an den runden Geburts- und Todestagen Lesungen und Ausstellungen zu Lebs Werk statt (Villach 1971, Hüttenberg 1987, 1999, 2009 und 2014 Straßburg im Gurktal 1981), und es erscheinen Zeitungsartikel in Österreichs großen Tageszeitungen. 2001 wurde eine Website für ihn eingerichtet, auf der seine Lyrik wieder zugänglich gemacht wird.
Anlässlich seines 100. Geburtstages veröffentlichte die Literaturzeitschrift Fidibus, eine Sonderausgabe mit Schriften aus dem Nachlass (Nr. 3–4/2009, 37. Jahrgang), gefolgt von weiteren Schriften aus dem Nachlass (Denker. Dichter. Grafiker: Nr. 4/2010, 38. Jahrgang und Sprachbilder. Memorandum zum 50. Todestag: Nr. 4/2011, 39. Jahrgang).

## Werke (Auswahl)
- Die Anrufung, Gedichte. Poeschel & Trepte, Leipzig 1938 (Auswahl aus Warneck 1939)
- Die Schande, Novelle. in: Westermanns Monatshefte 1938
- Die Anrufung, Gedichte. Martin Warneck, Berlin 1939
- Die Mutter, Novelle. Martin Warneck, Berlin 1943 und Eigenverlag, Villach 1943
- Ein Duft von Brot zieht durch das Haus, Gedichte. Martin Warneck, Berlin 1944
- Gesang überm Brot, Gedichte. Berlin 1945, unveröffentlicht
- Die Landschaft Kärnten In: Heinrich Hermann: Zwölf Bilder aus den Joseph Wagnerschen Ansichten aus Kärnten vom Jahre 1844, hg. von Hans Leb mit Vor- bzw. Schlusswort. Chwala, Wien 1944
- Der unsterbliche Tag, Gedichte. Ferdinand v. Kleinmayr, Klagenfurt 1946
- Gast unter Sternen, Gedichte. C. Schmeidel, Wien 1947
- Die Enthüllung, Gedichte. Ausfahrt, Genf 1948
- Herzschlag der Erde, Roman. 1948
- Porträt eines alten Mannes, Große Landschaft im März, Die Schlummernde. In: Kärntner Almanach 1948 hg.v. Kulturamt der Kärntner Landesregierung, Eduard Kaiser-Verlag, Klagenfurt 1948
- Gast unter Sternen, Gedichte. Villach 1949
- Albin Egger-Lienz. Profil einer Deutung. Hans Leb Presse, Villach 1949, Neuauflage: Verleger: Gruppe 508 – Gesellschaft zur Förderung neuer Kunst, Villach 1962
- Der irdene Krug. Ein Kalender auf das Jahr 1949. [Illustr.] Hans Leb-Presse, Villach 1949
- Der Tag Ypsilon, Hörspiel. 1955
- In der Flamme schlafen, Betrachtungen. In: Henz, Rudolf (Hrsg.): Wort in der Zeit, österreichische Literaturzeitschrift, 7. Jg., Heft 11, Stiasny Verlag, Graz, Nov. 1961
- Ich binde das Reis. Gedichte aus zehn Jahren (1950–1960), Hg. von Franz Schneeweiß im Eigenverlag der Gesellschaft zur Förderung neuer Kunst, Villach 1961
- Das Kinderfest, Manuskript u. Zeichnungen. o. O., o. J.
- Hymnus auf das neue Jahr, Manuskript. o. O., o. J.
- Hg.: Der Bogen. Dokumente neuer Dichtung. Eigenverlag, Villach 1961, Nr. 1–4; fortgeführt von Heinz Pototschnig, Kleinmayr-Verlag, Klagenfurt 1961–1965, ISSN 0523-8269
- Zahlreiche Graphiken, z. B. ein Zyklus leben für eine Ausstellung in der Wiener Sezession 1953 („Liebespaar“, „Mutter“, „Das Alter“ etc.)
- Zahlreiche Gemälde in Mischtechnik

## Preise
- Julius-Reich-Preis (1936)
- Adalbert-Stifter-Preis
- Preis der Stadt Wien (1939)
- Preis der Leopold-Liegler-Stiftung
- Internationaler Charlie-Chaplin-Preis, London-Genf (1955)